# Eilema nankingica
Eilema nankingica är en fjärilsart som beskrevs av Daniel 1954. Eilema nankingica ingår i släktet Eilema och familjen björnspinnare. Inga underarter finns listade i Catalogue of Life.